# بیستریتسا (لسکوواتس)
بیستریتسا (به صربی: Bistrica) یک منطقهٔ مسکونی در صربستان است که در لسکواس واقع شده‌است. بیستریتسا ۷۹ نفر جمعیت دارد.